# وسپرم آرنا
وسپرم آرنا (انگلیسی: Veszprém Aréna) ورزشگاه سرپوشیده در وسپرم، مجارستان است که در آن مسابقات مختلف مانند بسکتبال، هندبال، والیبال و فوتسال برگزار می‌شود.